# Боркув (Опатовський повіт)
Боркув (пол. Borków) — село в Польщі, у гміні Іваніська Опатовського повіту Свентокшиського воєводства.
Населення — 124 особи (2011).
У 1975-1998 роках село належало до Тарнобжезького воєводства.

## Демографія
Демографічна структура на день 31 березня 2011 року:
|          | Загалом | Допрацездатний вік | Працездатний вік | Постпрацездатний вік |
| -------- | ------- | ------------------ | ---------------- | -------------------- |
| Чоловіки | 59      | 9                  | 44               | 6                    |
| Жінки    | 65      | 10                 | 36               | 19                   |
| Разом    | 124     | 19                 | 80               | 25                   |